# Niklas Delacroix

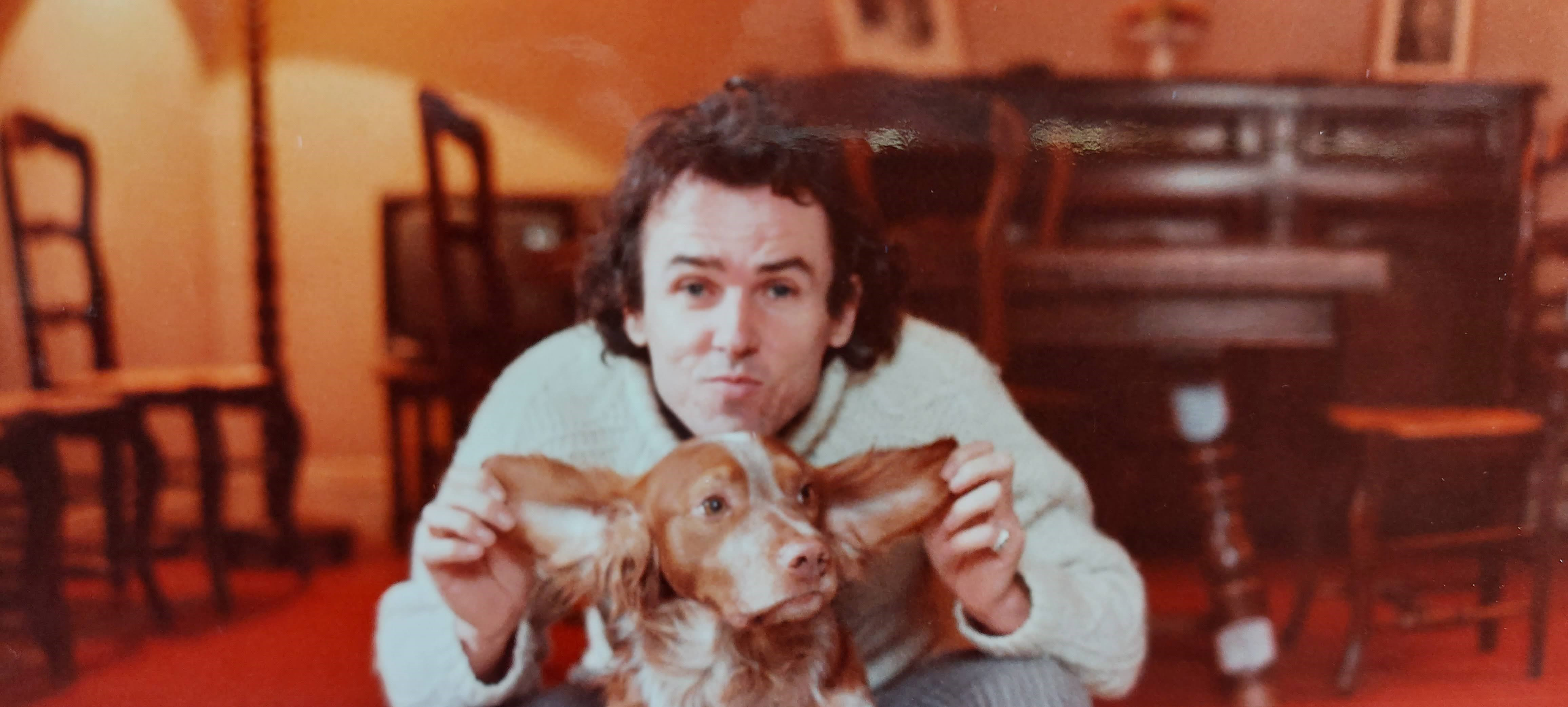

Niklas Delacroix (* 1953 in Hamburg) ist ein deutscher Maler, Autor und Journalist. Studium der Literaturwissenschaft (Kafka, Musil, Broch/Sokal, USA). Philosophie bei C.F.v.Weizsäcker, Hamburg. Er ist Begründer des Neuen Münchner Kunstvereins.

## Leben
"Schule: Meldorfer Gelehrtenschule, bischöfl. Knabenconvikt, "Collegium Albertinum" (Gymnasium Josephinum)"

## Werk und Rezeption
"Der Maler und Schreiber ist einer der vielseitigsten, komplexesten Künstler, in Abstraktion und Figuration gleichermaßen zuhause. Im Zusammenprall der Gegensätze befragt Delacroix die Dimension der Erkenntnis, über den gewohnten, etablierten Blick hinaus. In der Dualität, kritischer 'Anverwandlung' bezieht er seine Souveränität ironisch-gebrochener, reflektiert-parodistischer Haltung. Anspruch und Herausforderung der Quantenphysik lässt den Künstler auf seiner Suche nach der alten Einheit und Ganzheit ins Mythische, Magische, Mystische zielen. Sein Changieren von Realität und Simulation, sein amüsantes Decodierspiel gibt Aufschluss über die Natur von Wahrnehmung und ihres Wirkungsmechanismus."
– Wieland Schmied
"Radikale Rückgriffe auf die physische Substanz der menschlichen Existenz. Das geschieht als eine Art Folie, von der sich aus Überwindung und Läuterung entfaltet und eine Hinwendung zu einem wesentlich von geistigen Energien bestimmten Dasein. (...) Keine Attitüden, keine Tricks, keine Schaumschlägereien. Seine Bilder bieten einen starken substanziellen Kern. Eine intellektuelle Basis lässt sich aus den Schriften, den Kritiken und den Interviews von Niklas Delacroix erschließen."
–  Armin Zweite

## Lehraufträge
- 1982/83 Gastprofessor Kunstakademie Karlsruhe, Leiter Malklasse (Verbindung von Quantenphysik und Metaphysik, Max Planck, 1900: "Das Unsichtbare ist das Wahre").

## Ausstellungen (Auswahl)
- 1972 Eros (mit Fernando Botero und Hans Bellmer) im Kunstzentrum Hamburg
- 1983 Strategien der Entwaffnung an der Kunstakademie Karlsruhe
- 1987 Wächter des Körpers in der Galerie 13 Freising
- 1998 Berliner Mauer im Neuen Kunstverein München
- 2005 american journey im Neuen Kunstverein München
- 2006 no go area (mit Herbert Achternbusch, Joseph Beuys, Jörg Immendorf und Gerhard Richter) im Neuen Kunstverein München
- 2007 Bildesser, Bildträger im Neuen Kunstverein München
- 2010 Ganz normale Mörder im Aktos Gefängnis Freising
- 2011 Schieß dir dein Bild im Kunstpavillon Nymphenburg[5]
- 2012 Go no go area in der Otto-Galerie München[6]
- 2017 Assemplage, Kunsttreff[7]